# فيفيان إل الجابر
فيفيان إل الجابر (بالبرتغالية: Vivian El Jaber) هي ممثلة برتغالية، ولدت في 17 نوفمبر 1964 في البرتغال.

## وصلات خارجية
- فيفيان إل الجابر على موقع IMDb (الإنجليزية)
- فيفيان إل الجابر على موقع ألو سيني (الفرنسية)
- فيفيان إل الجابر على موقع قاعدة بيانات الفيلم (الإنجليزية)
- فيفيان إل الجابر على موقع كينوبويسك (الروسية)